# Nederlandse kampioenschappen schaatsen afstanden 2005 - 3000 meter vrouwen
De 3000 meter vrouwen op de Nederlandse kampioenschappen schaatsen afstanden 2005 werd gereden in november 2004, in ijsstadion De Smelt te Assen. Er namen twintig schaatssters deel.
Renate Groenewold was titelverdedigster na haar zege tijdens de NK afstanden 2004.

## Statistieken

### Uitslag
| #      | Schaatser              | tijd    |
| ------ | ---------------------- | ------- |
| Goud   | Gretha Smit            | 4.15,56 |
| Zilver | Renate Groenewold      | 4.15,82 |
| Brons  | Moniek Kleinsman       | 4.20,17 |
| 4      | Marja Vis              | 4.20,55 |
| 5      | Jenita Hulzebosch-Smit | 4.21,41 |
| 6      | Helen van Goozen       | 4.21,69 |
| 7      | Sandra 't Hart         | 4.22,58 |
| 8      | Frédérique Ankoné      | 4.22,72 |
| 9      | Wieteke Cramer         | 4.23,57 |
| 10     | Jorien Voorhuis        | 4.26,40 |
| 11     | Carien Kleibeuker      | 4.27,10 |
| 12     | Mariska Huisman        | 4.28,27 |
| 13     | Mireille Reitsma       | 4.28,76 |
| 14     | Paulien van Deutekom   | 4.29,13 |
| 15     | Barbara de Loor        | 4.29,16 |
| 16     | Lisette van der Geest  | 4.30,11 |
| 17     | Daniëlle Bekkering     | 4.31,72 |
| 18     | Maaike Head            | 4.33,21 |
| 19     | Esmé van Benthem       | 4.34,49 |
| 20     | Marleen Geuzendam      | 4.35,86 |